# Pławęcino
Pławęcino (deutsch Plauenthin) ist ein Dorf in der Woiwodschaft Westpommern in Polen. Es gehört zu der Gmina Gościno (Gemeinde Groß Jestin) im Powiat Kołobrzeski (Kolberger Kreis).

## Geographische Lage
Das Dorf liegt in Hinterpommern, etwa 15 Kilometer südlich von Kołobrzeg (Kolberg) und etwa 100 Kilometer nordöstlich von Stettin.
Die nächsten Nachbarorte sind im Nordwesten Unieradz (Neurese), im Nordosten Gościno (Groß Jestin), im Südosten Kamica (Kämitz) und im Südwesten Trzynik (Trienke).

## Geschichte

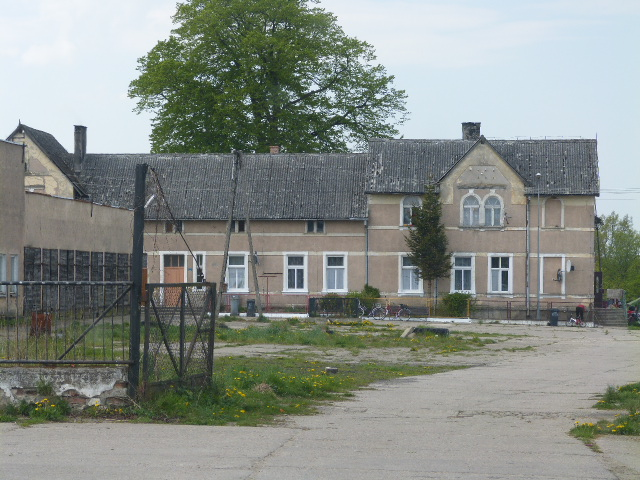
Ehemaliges Gutshaus Plauenthin

Die erste gesicherte Nennung des Dorfes ist verhältnismäßig spät, nämlich erst im Jahre 1554. Damals wurde es bei der Kirchenvisitation von Groß Jestin unter dem Ortsnamen „Blawentin“ genannt. Auf der Lubinschen Karte des Herzogtums Pommern von 1618 ist „Plogentin“ eingetragen.
Jedenfalls seit dem 16. Jahrhundert war Plauenthin ein Lehen der adligen Familie Blanckenburg. Im 17. Jahrhundert kam es an die adlige Familie Krockow; der Hofgerichtspräsident Ernst von Krockow war Erbherr auf Plauenthin. Nach dessen Tod 1694 kam Plauenthin an einen Angehörigen der adligen Familie Kameke. 1719 kaufte der Oberstleutnant Tessen Ulrich von Bonin das Gut. Dessen Sohn, der spätere Landrat und Landesdirektor Otto Wedig von Bonin, verkaufte es 1750 wieder. Der neue Besitzer, der Oberst Caspar von Cronenfels, ließ Plauenthin 1752 allodifizieren. Nach seinem Tod erbte seine Witwe Plauenthin und verkaufte es 1764.
In Ludwig Wilhelm Brüggemanns Ausführlicher Beschreibung des Herzogtums Vor- und Hinterpommern (1784) ist Plauenthin unter den adeligen Gütern des Fürstentums Cammin aufgeführt. Damals gab es in Plauenthin ein Vorwerk, also den Gutsbetrieb, und fünf Bauernstellen, insgesamt elf Haushaltungen („Feuerstellen“). Zu dem Dorf gehörten Holzungen sowie die Fischerei in zwei Seen, einem Bach und vier Karauschenteichen.
Auch in der Folgezeit wechselten die Besitzer häufig. Unter den Besitzern waren Angehörige der Familien von Eichmann, von Petersdorff und von Manteuffel. Ab 1865 gehörte Plauenthin nacheinander verschiedenen Bürgerlichen.
Im Jahre 1895 erhielt Plauenthin Bahnanschluss an die Strecke Roman–Kolberg der Kolberger Kleinbahn (heute stillgelegt).
Ab dem 19. Jahrhundert bildete Plauenthin einen eigenen politischen Gutsbezirk, der zuletzt ein Gebiet von 609 Hektar umfasste. Daneben bestand in den 1860er Jahren kurzzeitig eine Landgemeinde Plauenthin, die aber nur den einen in Plauenthin verbliebenen Bauernhof umfasste und bald in den Gutsbezirk eingegliedert wurde. Mit der allgemeinen Auflösung der Gutsbezirke in Preußen im Jahre 1928 wurde der Gutsbezirk Plauenthin in die benachbarte Gemeinde Groß Jestin eingemeindet. Bis 1945 gehörte das Dorf Plauenthin als Teil der Gemeinde Groß Jestin zum Landkreis Kolberg-Körlin der Provinz Pommern.
Gegen Ende des Zweiten Weltkriegs wurde Plauenthin Anfang März 1945 durch die Rote Armee besetzt. Das Dorf kam, wie alle Gebiete östlich der Oder-Neiße-Grenze, an Polen. Der letzte Gutsbesitzer wurde Anfang November 1945 durch polnische Behörden verhaftet und starb im Dezember 1945 in einem polnischen Gefängnis in Körlin an der Persante. Die Dorfbevölkerung wurde überwiegend im August 1947 vertrieben.
Der Ortsname wurde als „Pławęcino“ polonisiert. Der Ort bildet heute ein Schulzenamt in der Gmina Gościno (Gemeinde Groß Jestin), zu dem noch der Nachbarort Kamica (Kämitz) mit 57 Einwohnern (Stand 2017) gehört.

## Entwicklung der Einwohnerzahlen
- 1816: 097 Einwohner[4]
- 1855: 136 Einwohner[4]
- 1867: 169 Einwohner[4]
- 1895: 158 Einwohner[4]
- 1910: 169 Einwohner[4]
- 1925: 172 Einwohner[4]
- 2017: 173 Einwohner[1]

## Persönlichkeiten

### Söhne und Töchter des Ortes
- Otto Wedig von Bonin (1724–1796), preußischer Landrat und Landesdirektor in der Neumark

### Mit dem Ort verbunden
- Friedrich von Petersdorff (1775–1854), preußischer Generalleutnant, starb in Plauenthin, das seinem Sohn Georg von Petersdorff gehörte